# Wilhelm Eduard Hyppolite
Wilhelm Eduard Hyppolite (* 16. März 1799 in Rotenburg an der Fulda; † 4. November 1878 in Alsfeld) war Tabakfabrikant und hessischer Landtagsabgeordneter.
Wilhelm Eduard Hyppolite war der Sohn des Hoftapezierers Carl Hyppolite und dessen Frau Wilhelmine geborene Nößel. Wilhelm Eduard Hyppolite der katholischer Konfession war, heiratete Friederike geborene Hapke (1801–1874).
Er war Tabakfabrikant in Alsfeld.
1858 bis 1862 gehörte er für den Wahlbezirk der Stadt Alsfeld der zweiten Kammer der Landstände des Großherzogtums Hessen an.